# Żakypbek Żangozin
Żakypbek Żangozin (kaz. Жақыпбек Жанғозин; ros. Джакипбек Джангозин, ur. 20 października 1913 w aule nr 2 w obwodzie akmolińskim, zm. 15 października 1969 w Karagandzie) – przewodniczący Rady Najwyższej Kazachskiej SRR (1947-1951).

## Życiorys
W 1931 ukończył technikum w Semipałatyńsku, 1931-1936 studiował w Moskiewskim Instytucie Radzieckiego Handlu Spółdzielczego, 1936-1937 kierował wydziałem Komitetu Miejskiego Komsomołu w Ałma-Acie. 1937-1938 kierownik wydziału KC Komsomołu Kazachstanu, 1938-1939 dyrektor szkoły średniej nr 51, 1939-1940 dyrektor szkoły pedagogicznej w Ałma-Acie. Od 1939 członek WKP(b), 1940 kierownik Wydziału Organizacyjno-Instruktorskiego Komitetu Miejskiego Komunistycznej Partii (bolszewików) Kazachstanu, 1940-1941 słuchacz Wyższej Szkoły Partyjnej przy KC WKP(b), od 1941 instruktor Wydziału Kadr KC KP(b)K. Do 1942 kierownik Wydziału Handlu i Żywienia Zbiorowego KC KP(b)K, 1942-1943 sekretarz Komitetu Obwodowego KP(b)K ds. handlu i żywienia zbiorowego w Ałma-Acie, 1943-1945 II sekretarz, a 1945-1951 I sekretarz Komitetu Obwodowego KP(b)K w Ałma-Acie. Jednocześnie od 18 marca 1947 do 28 marca 1951 przewodniczący Rady Najwyższej Kazachskiej SRR, 1951-1953 zastępca przewodniczącego Rady Ministrów Kazachskiej SRR, 1953-1957 minister handlu Kazachskiej SRR, od 27 stycznia 1956 zastępca członka KC KPK. Od 1957 do grudnia 1960 przewodniczący Komitetu Wykonawczego Akmolińskiej Rady Obwodowej, od grudnia 1960 do stycznia 1963 przewodniczący Komitetu Wykonawczego Pawłodarskiej Rady Obwodowej, od stycznia 1963 do grudnia 1964 przewodniczący Komitetu Wykonawczego Pawłodarskiej Wiejskiej Rady Obwodowej, od grudnia 1964 do 1968 ponownie przewodniczący Komitetu Wykonawczego Pawłodarskiej Rady Obwodowej, następnie do końca życia przewodniczący Komitetu Wykonawczego Karagandzkiej Rady Obwodowej.

## Odznaczenia
- Order Lenina
- Order Czerwonego Sztandaru Pracy (dwukrotnie)
- Order Wojny Ojczyźnianej II klasy
- Order „Znak Honoru”